# Stefano Gattuso
Stefano Gattuso (ur. 3 maja 1984 w Sarnico) – włoski kierowca wyścigowy.

## Kariera
Gattuso rozpoczął karierę w międzynarodowych wyścigach samochodowych w 2002 roku od startów we  Włoskiej Formule Renault, gdzie jednak nie zdobywał punktów. W późniejszych latach Włoch pojawiał się także w stawce Włoskiej Formuły 3, Włoskiej Formuły 3000, Euroseries 3000, International GT Open, FIA GT Championship, Italian GT Championship, FIA GT3 Ferrari Manufacturers Cup, FIA GT3 European Championship, Blancpain Endurance Series, Spanish GT Championship oraz Winter Series by GT Sport.